# Schloss Alerheim
Schloss Alerheim, auch Burgruine Alerheim genannt, ist die Ruine einer Höhenburg zusammen mit neueren Gebäuden im Weiler Schloßruine der Gemeinde Alerheim im schwäbischen Landkreis Donau-Ries in Bayern. Es liegt auf einem Hügel, dem „Schlossberg“, bei 455,4 m ü. NHN im Westen des Ortes.

## Geschichte
Ernst Frickhinger konnte im Jahr 1932 bei einer Ausgrabung am Oberhang des Schlossberges eine hallstattzeitliche Kulturschicht beobachten, die auf eine Besiedlung des Berges zu dieser Zeit hinweist. Reste einer vorgeschichtlichen Befestigung wurden nicht festgestellt.
Der Zeitpunkt der Errichtung der ersten Burg ist unbekannt. In der Literatur wird eine bereits Karolingische Burg angenommen. Später gehörte die Burg zu einem königlichen oder herzoglich schwäbischen Schutzsystem im Ries. In der 1. Hälfte des 12. Jh. sind Edelfreie – keine Reichsministeriale (!!) – in der Funktion einer Art Burggraf urkundlich fassbar ohne die spezifische Amtsbezeichnung. Sie besaßen keinen eigenen Ansitz und Besitz im Ort Alerheim, sondern nur ein Amtsgut. So 1129 Hartmann von Alerheim, der personengleich war mit Hartmann von Auhausen (- von Lobdeburg), Gründer der Dynastie der Herren von Lobdeburg im Saaletal ab 1133. 1140 erscheint ein Ulrich von Alerheim, 1147 noch einmal der zuvor erwähnte Hartmann als „Graf von Alerheim“ und um 1150 sein Sohn Otto Graf von Alerheim. In der Staufischen Geschichtsphase nach 1137 gehörte Alerheim zu den Reichsburgen. Den Stand des staufischen Ausbaus mit dem typischen Achteckturm zeigt die Ansicht von Merian nach 1633.
1235 hielt Kaiser Friedrich II. seinen aufrührerischen Sohn, König Heinrich (VII.), in dieser Burg in Gewahrsam, bevor er ihn nach Apulien verlegte und bis zu dessen Tod im Kastell San Fele und anderen Burgen in Süditalien gefangen halten ließ.
Um 1300 war die Burg im Besitz der Grafen von Truhendingen, von 1306 bis 1336 im Lehen der Grafen von Öttingen (Öttingen-Öttingen) und kam 1363 an das Hochstift Eichstätt. Von 1444 bis 1484 war sie im Besitz der Reichsstadt Nördlingen, wurde dann an Bayern-Landshut verkauft, kam Mitte des 16. Jahrhunderts wieder an das Haus Öttingen (Oettingen-Wallerstein) und wurde zum Schloss ausgebaut.
Im Dreißigjährigen Krieg wurde das Schloss 1634 durch kaiserliche Truppen eingenommen und zerstört; danach wurde es als Steinbruch genutzt. Von der ehemaligen Burganlage blieben Teile des Torbaues, der Ringmauer und Reste des Burggrabens erhalten.
1931 erwarb Friedrich Käufer die Ruine, dessen Erben verkauften sie 1979 an Georg H. Appl, der den restlichen Bestand renovierte und die ehemalige Schlossanlage durch dem Stil entsprechende neue Bauten ergänzte.

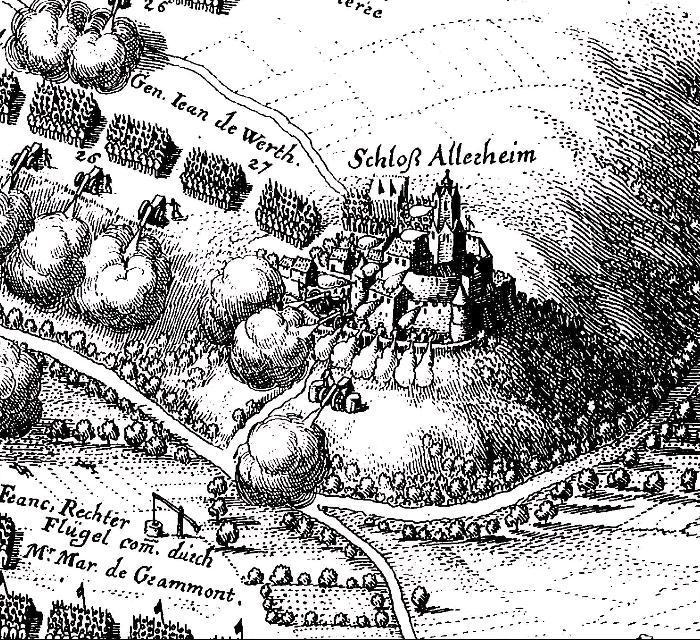
Ansicht aus Matthäus Merian – Theatrum Europaeum
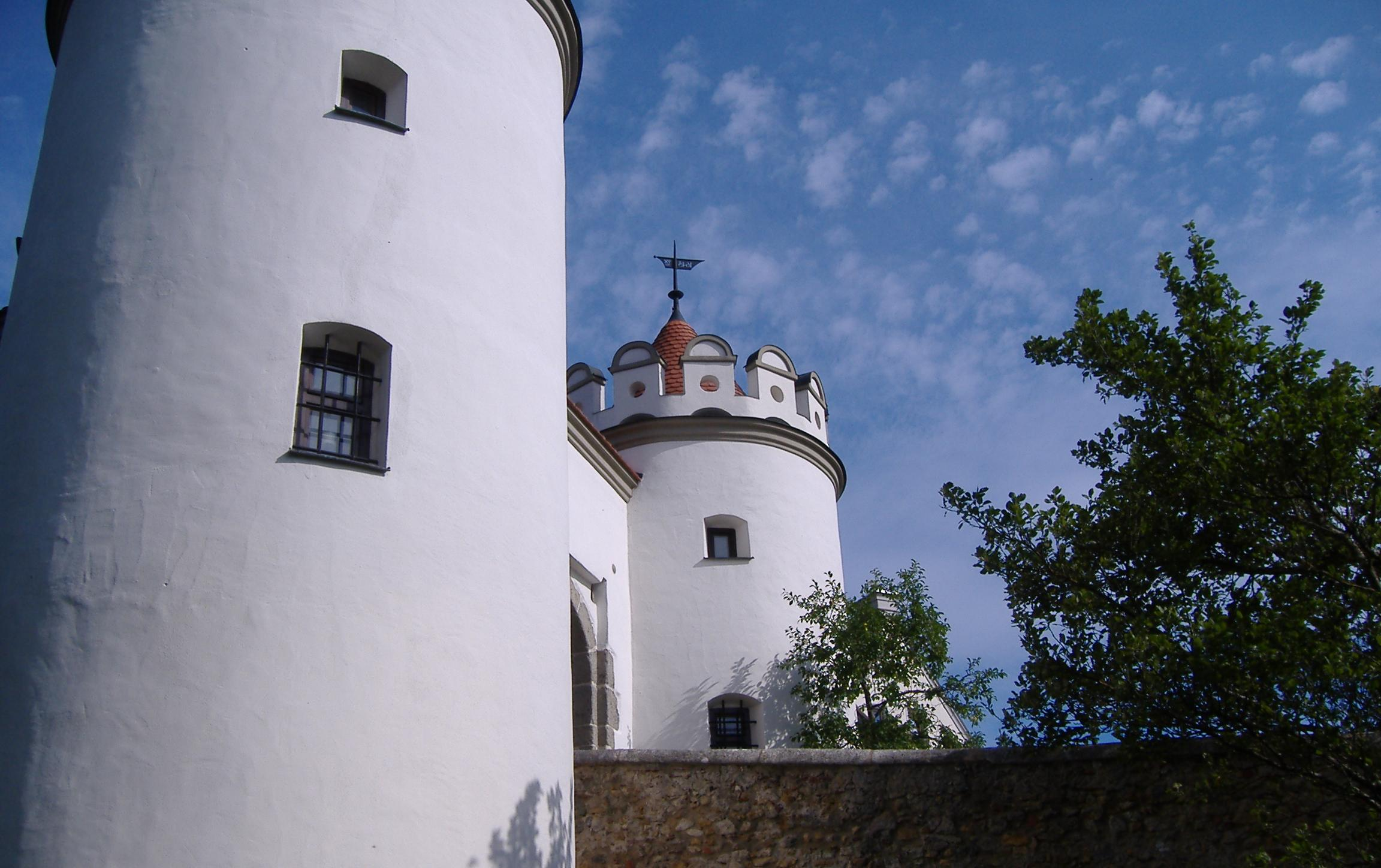
Teilansicht des heutigen Schlosses
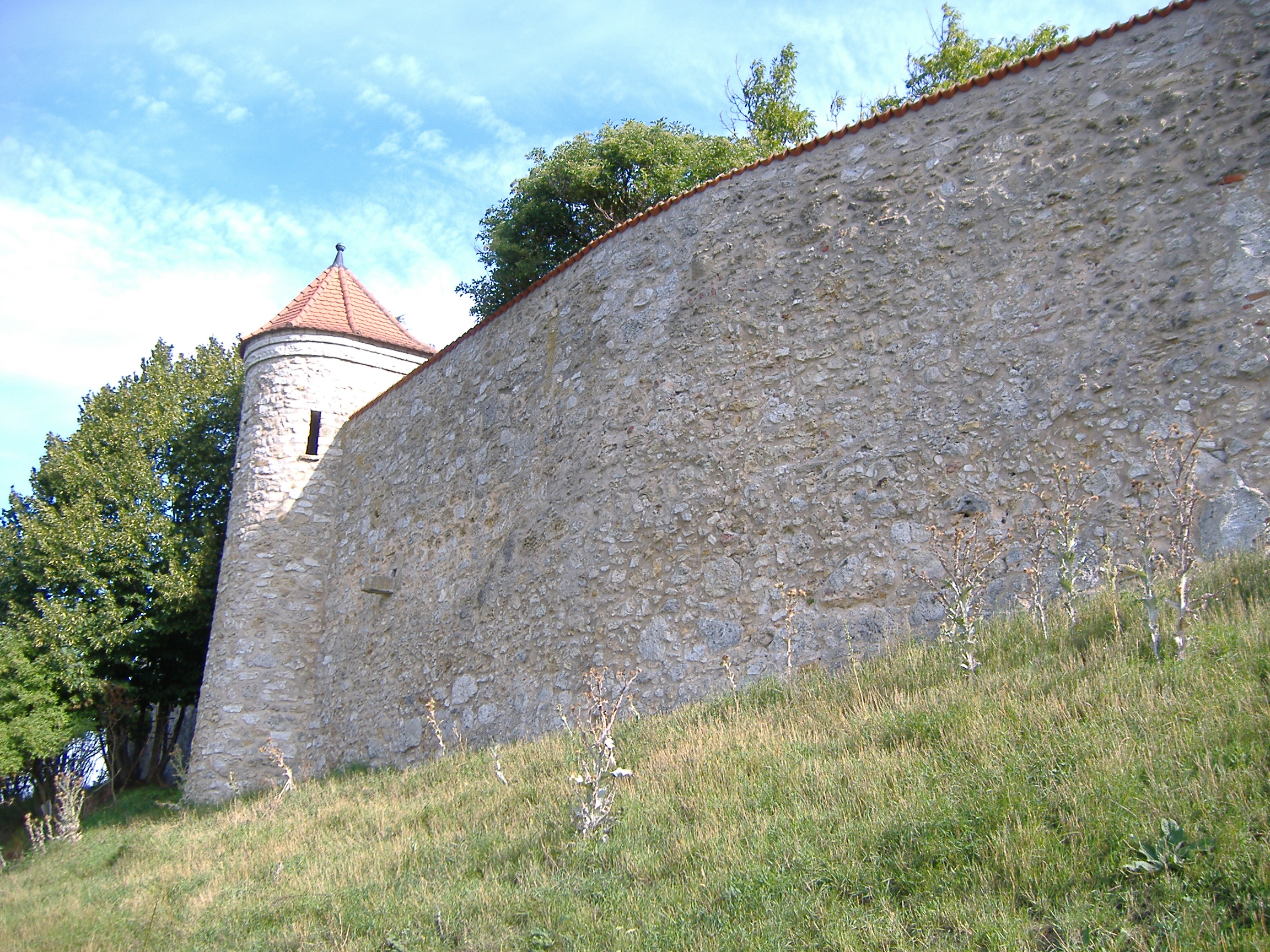
Schlossmauer

## Heutige Nutzung
Auf dem Anwesen gibt es eine Brennerei und eine kleine Brauerei. In dem Schlossladen werden Spezialitäten aus der Region angeboten, man kann Seminare belegen und Einblicke in das Brennen und das Brauen bekommen.